# Peter von Danzig (jacht)
Peter von Danzig – używana od 1936 do 1991 roku nazwa jachtu o ożaglowaniu typu jol, który został zbudowany w 1936 roku przez Akademickie Stowarzyszenie Żeglarskie (ASV) w Gdańsku i nazwany na cześć statku z 1642 r. o tej samej nazwie. Jacht pływa pod nazwą Peter von Seestermühe od 1992 roku.
Jacht powstał z myślą o starcie w regatach olimpijskich Bermudy – Cuxhaven, zaprojektował go niemiecki konstruktor jachtowy Henry Gruber, a kadłub zbudowano w Gdańsku z 6 mm blachy stalowej, tej samej której używano na poszycie okrętów podwodnych.
Po II wojnie światowej jacht należał do Akademickiego Związku Żeglarskiego w Kilonii. Odbył wiele rejsów morskich, brał udział w wokółziemskich regatach The Whitbread Round the World Race 1973 i trzykrotnie zdobył Puchar Schlimbacha.
W 1991 roku został sprzedany Christophowi von Reibnitzowi i przemianowany na Peter von Seestermühe. Poprzednia nazwa Peter von Danzig przeszła na nowszy jacht, należący do Akademickiego Stowarzyszenie Żeglarskiego w Kilonii od 1992 roku.
W kolejnych latach jacht był stopniowo odnawiany, zainstalowany został po raz pierwszy silnik pomocniczy. Maszt ma 23 metry wysokości, pod pokładem znajduje się 13 koi. Jednostka pływa obecnie jako jacht komercyjny.
Na podstawie odnalezionej po wojnie w Stoczni Gdańskiej dokumentacji Petera von Danzig zespół polskich konstruktorów pod kierownictwem H. Kujawy opracował serię sześciu jachtów typu J-140.